# Shirley Spork
Shirley Spork, née le 14 mai 1927 à Détroit (États-Unis) et morte le 12 avril 2022 à Palm Springs (États-Unis), est une golfeuse professionnelle américaine.
Non issue d'une famille de golfeurs mais grandissant à proximité d'un golf, Shirley Spork apprend le golf en parcourant ce parcours. Elle obtient durant son adolecence des résultats encourageants et décide de passer professionnelle en 1950. Elle est l'une des treize fondatrices du circuit LPGA cette même année et est l'une des meilleures golfeuses du circuit dans les années 1950 et 1960. Bien qu'elle ne remporte aucun tournoi du circuit LPGA, elle obtient de nombreuses places d'honneur telle la seconde place du tournoi majeur du Championnat LPGA en 1962.